# Головин, Станислав Алексеевич
Станисла́в Алексе́евич Голови́н (30 мая 1932, Тула, РСФСР — 19 января 2017, Тула, Российская Федерация) — российский учёный, металловед, доктор технических наук (1980), профессор, заслуженный деятель науки и техники РСФСР.

## Биография
В 1955 г. с отличием окончил Тульский механический институт по специальности «Горное машиностроение», в 1958 г. — аспирантуру по специальности «Металловедение и термическая обработка металлов». В 1960 г. в Московском институте стали и сплавов (МИСиС) защитил кандидатскую диссертацию, а в 1980 г. в ИМФ ЦНИИЧМ в Москве — докторскую диссертацию.
С 1958 по 2017 г. — на преподавательской и научно-исследовательской работе в родном ВУЗе, который в последующем назывался Тульский политехнический институт (ТПИ) и Тульский государственный университет (ТулГУ): ассистент, старший преподаватель, доцент, профессор, профессор-консультант. С 1972 г. — заведующий кафедрой «Металловедение и термическая обработка металлов», которая в 1993 г. была переименована в кафедру «Материаловедение и технология новых материалов», а в 1996—1999 гг. — «Физика металлов и материаловедение». С 1972 по 1989 г. — руководитель отраслевой научно-исследовательской лаборатории физики металлов и прочности.
Область научных интересов: физика металлов и металловедение, неупругие явления в металлах и сплавах, механизмы деформации, материаловедение в машиностроении.
Подготовил более 50 кандидатов технических наук и 10 докторов наук. Организатор 19 Всесоюзных и Всероссийских конференций по Взаимодействию дефектов кристаллической решетки и неупругости металлов. Автор 12 монографий, справочника, и более 350 научных работ. 
Лауреат премий им. С.И. Мосина (1968, 1979 и 1989). Лауреат премий Словацкого национального фонда (1982, 1986) за цикл совместных работ с профессором Антоном Пушкаром. Doctor Honoris Causa Университета г. Жилина Чехословакия (1998), Почетный профессор Вятского государственного университета (1999). 
Похоронен в Туле на 1-м городском кладбище, участок 35.

## Семья
Родители: Головин Алексей Алексеевич (1904—1978) и Головина (Мерцалова) Екатерина Митрофановна (1908—1981).
Жена: Головина (Зверкова) Римма Федоровна (1931—2006) работала на кафедре иностранных языков ТПИ, в том числе в качестве заведующим кафедрой. Сын: Головин Игорь Станиславович (профессор НИТУ МИСиС: https://misis.ru/science/community/scientists/4585/ Архивная копия от 18 июля 2021 на Wayback Machine).

## Научные работы
- Криштал М.А., Пигузов Ю.В., Головин С.А. "Внутреннее трение в металлах и сплавах". - M.: Металлургиздат, 1964. 246 с.
- Криштал М. А., Головин С. А. «Внутреннее трение и структура металлов». — M.: Металлургия, 1976. 376 с.
- Головин С. А., Пушкар А. «Микропластичность и усталость металлов» / Под ред. С. А. Головина. — M.: Металлургия, 1980. 240 с.
- Puskar A., Golovin S. Fatigue in Materials: Cumulative Damage Processes. Elsevier Scientific Publ. Company, Amsterdam-Oxford-New-York-Tokio. 1985. 312 p.
- Головин С. А. «Упругие и демпфирующие свойства конструкционных металлических материалов» / С. А. Головин, А. Пушкар, Д. М. Левин: Под ред. С. А. Головина.— М.: Металлургия, 1987. 190 с.
- Блантер М. А., Головин И. С., Головин С. А., Ильин А. А., Саррак В. И. — «Механическая спектроскопия металлических материалов». — М.: Изд-во Международной инженерной академии, 1994. 256 c.
- Голенков В. А., Яковлев С. П., Головин С. А., Яковлев С. С., Кухарь В. Д. «Теория обработки металлов давлением». Учебник. М.: Машиностроение. 2009. 442 с.

## Награды и звания
- орден Дружбы народов (1980)
- лауреат премии им. С. И. Мосина (1968, 1979, 1989)
- лауреат премии Словацкого национального фонда (1982, 1986)
- заслуженный деятель науки и техники РСФСР (1991)
- почётный работник высшего образования РФ (1997)
- Doctor Honoris Causa Университета г. Жилина Чехословакия (1998)
- Почетный профессор Вятского государственного университета (1999).